# Карлос Билардо
Д-р Карлос Салвадор Билардо (на испански: Carlos Salvador Bilardo) е аржентински футболист и треньор. Един от най-успешните аржентински треньори за всички времена. Под негово ръководство Аржентина печели втората си титла от Световното първенство по футбол в Мексико 1986.

## Състезателна кариера
Карлос Билардо е роден в едно от предградията на Буенос Айрес в семейството на сицилиански имигранти. Започва кариерата си в отбора на Сан Лоренцо де Алмагро с който става шампион на Аржентина през 1959 г. От тази година играе в националния отбор. През 1961 г. носи екипа на втородивизионния Депортиво Еспаньол, където става голмайстор на отбора. Истинските си успехи постига с екипа на Естудиантес с който печели всички трофеи в Латинска Америка, сред които три последователни Копа Либертадорес. През 1969 г. печели също Копа Интерамерикана. Превръща се в една от легендите на клуба и заедно със съотборника си Раул Мадеро едновременно с футбола завършват и Факултета по медицина на Университета в Буенос Айрес и се дипломират като лекари. През 1970 г. след края на своята състезателна кариера Билардо става треньор в клуба, като взима със себе си за лекар на отбора бившия си съотборник Мадеро. Двамата работят в екип и когато с Нац. отбор на Аржентина печелят Световно първенство през 1986 г.. До 1976 г. паралелно с футбола проктикува и като гинеколог.
С националния отбор на Аржентина печели титлата на Панамерикански игри през 1959 г. Участва и на летните олимпийски игри в Рим 1960 

## Треньорска кариера
През 1971 г. още в първия си сезон начело на Естудиантес извежда клуба до финала на Копа Либертадорес, загубен от Насионал Монтевидео.
През 1976 г. става треньор на Депортиво Кали и след двегодишен престой успява да класира отбора за турнира Копа Либертадорес, като го извежда до финала, загубен от Бока Хуниорс.
През 1979 г. има кратък престой в Сан Лоренцо, а след това става треньор на Колумбийския националния отбор. Не успява да класира отбора за Мондиал 82 и е уволнен след което се завръща отново в Естудиантес. През 1982 г. печели шампионат Метрополитано.
През 1983 г. поема аржентинския национален отбор като го вади в продължение на цели 7 години. С него участва на две световни първенства, като печели световната титла от Мондиал 86 и губи финала на Мондиал 90. По това време екипа на отбора защитават звезди като Диего Марадона, Серхио Батиста, Хорхе Буручага, Хорхе Валдано, Оскар Руджери.
Води „гаучосите“ и на три първенства от турнира Копа Америка, на които блесва звездата на Клаудио Каниджа.

## Успехи

### Като състезател
Сан Лоренцо
- Шампион на Аржентина (1): 1959

 Естудиантес
- Шампионат Метрополитано (1): 1967
- Копа Либертадорес (3): 1968, 1969, 1970
- Междуконтинентална купа (1): 1968
- Копа Интерамерикана (1): 1968

 Аржентина
- Панамерикански игри  – 1959

### Като треньор
Естудиантес
- Шампионат Метрополитано (1): 1982
- Копа Либертадорес
  - Финалист (1): 1971

 Депортиво Кали
- Копа Либертадорес
  - Финалист (1): 1978

 Аржентина
- Световен шампион (1): Мексико 86
  - Световен вицешампион (1): Италия 90

### Индивидуални
- Треньор № 1 на Южна Америка (2): 1986, 1987[2]